# Niphargus orcinus
Niphargus orcinus is een vlokreeftensoort uit de familie van de Niphargidae. De wetenschappelijke naam van de soort is voor het eerst geldig gepubliceerd in 1869 door Joseph.